# Geschichte Togos
Die Geschichte Togos umfasst die Entwicklungen auf dem Gebiet der Republik Togo von der Frühen Neuzeit bis zur Gegenwart. Die Grenzen des heutigen Togo sind allerdings das Ergebnis relativ junger, kolonialer Grenzziehung. Vor der europäischen Kolonisation bildete das Gebiet keinen Raum mit abgegrenzter einheitlicher Geschichte.

## Vorkoloniale Geschichte
Seit dem 16. Jahrhundert war die Küste Togos als Beginn der „Sklavenküste“ bekannt, da sie Europäern als Quelle für schwarzafrikanische Sklaven diente. Die Kleinstaaten des Südens beteiligten sich am Sklavenhandel mit den Europäern und profitierten so davon. Die Völkerschaften des bergigen, mittleren Togos dagegen mussten sich immer wieder den Attacken der schwarzen und arabischen Sklavenjäger entziehen. Wiederum im Gegensatz zu den Küsten westlich und östlich des heutigen Togo kam es aber bis 1884 aufgrund der ungünstigen natürlichen Gegebenheiten nicht zur Gründung europäischer Stützpunkte, und nur der Ort Aného erlangte eine bescheidene Bedeutung als Handelsplatz an der Küste. Ein Umstand, der für die Entstehung des modernen Togo letztlich verantwortlich war: Die Küste Togos war der Ende des 19. Jahrhunderts noch von europäischer Einflussnahme frei gebliebene Teil der westafrikanischen Küste.
Im nördlichen Togo ragte die Stadt Sansanné-Mango als Handelsmetropole an einem der innerafrikanischen Fernhandelswege aus dem Sahelgebiet Richtung Süden aus der Vielzahl kleiner Ortschaften heraus.
Im Gegensatz zu den umliegenden Gebieten kam es auf dem Territorium des heutigen Togo in vorkolonialer Zeit zur Gründung vieler kleinerer staatlicher Einheiten. Große Teile des Landes standen damit im 18. und 19. Jahrhundert zeitweise unter dem Einfluss der mächtigen Reiche der Aschanti im Westen oder der Dahomey im Osten. In den Süden wanderten vor einigen Jahrhunderten Gruppen von Ewe und Mina (auch Guin genannt) ein. Die Ewe bewahren noch heute die legendenhafte Erinnerung an die Gründe ihrer Einwanderung aus dem heutigen Benin bzw. Nigeria. Ihre Auswanderung wird darin als eine Flucht vor einem tyrannischen Herrscher beschrieben. An keiner Stelle organisierten sich die Ewe von da ab in größeren Staatsgebilden.

## Kolonialzeit

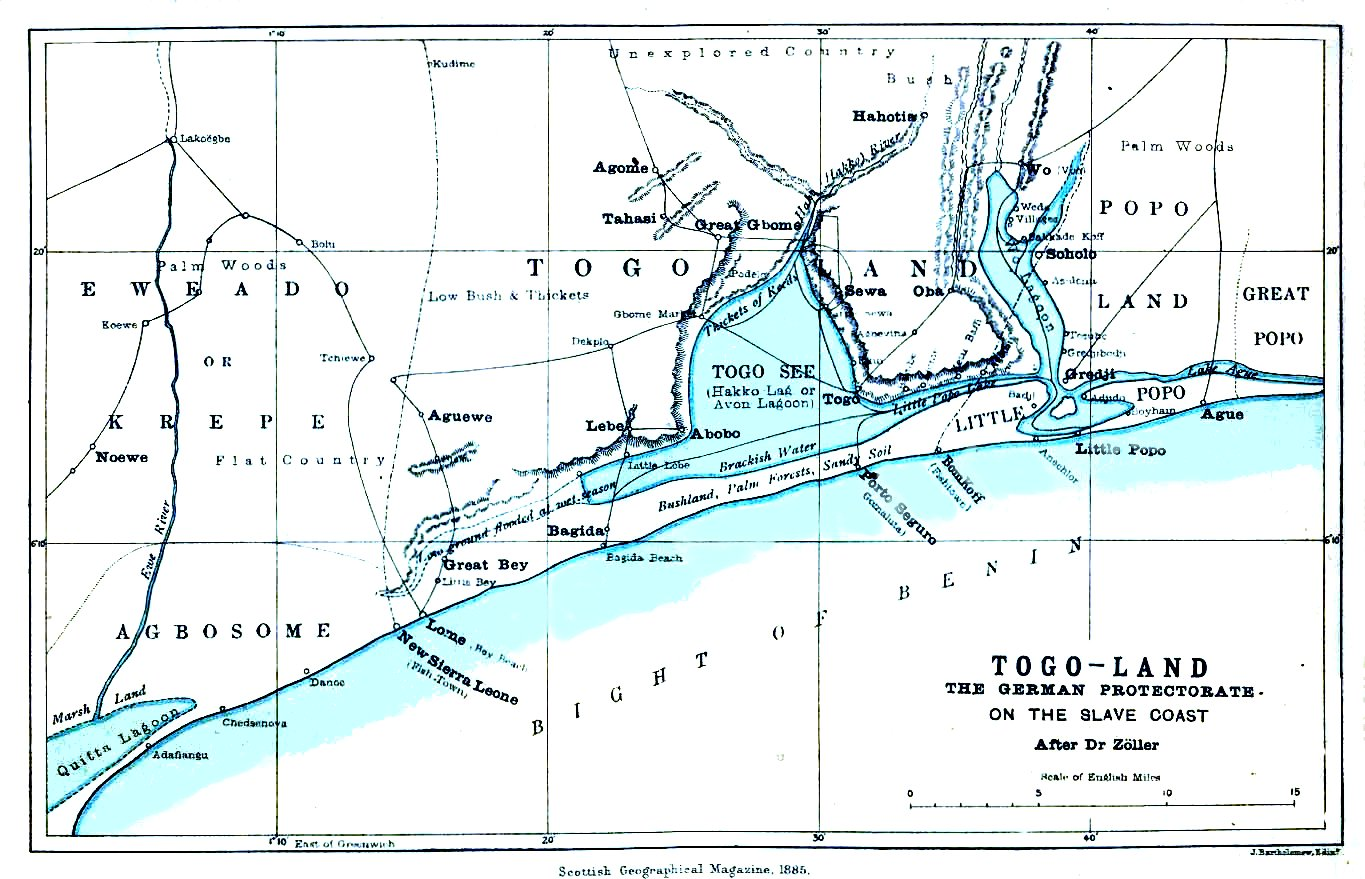
Karte von „Togoland“ 1885

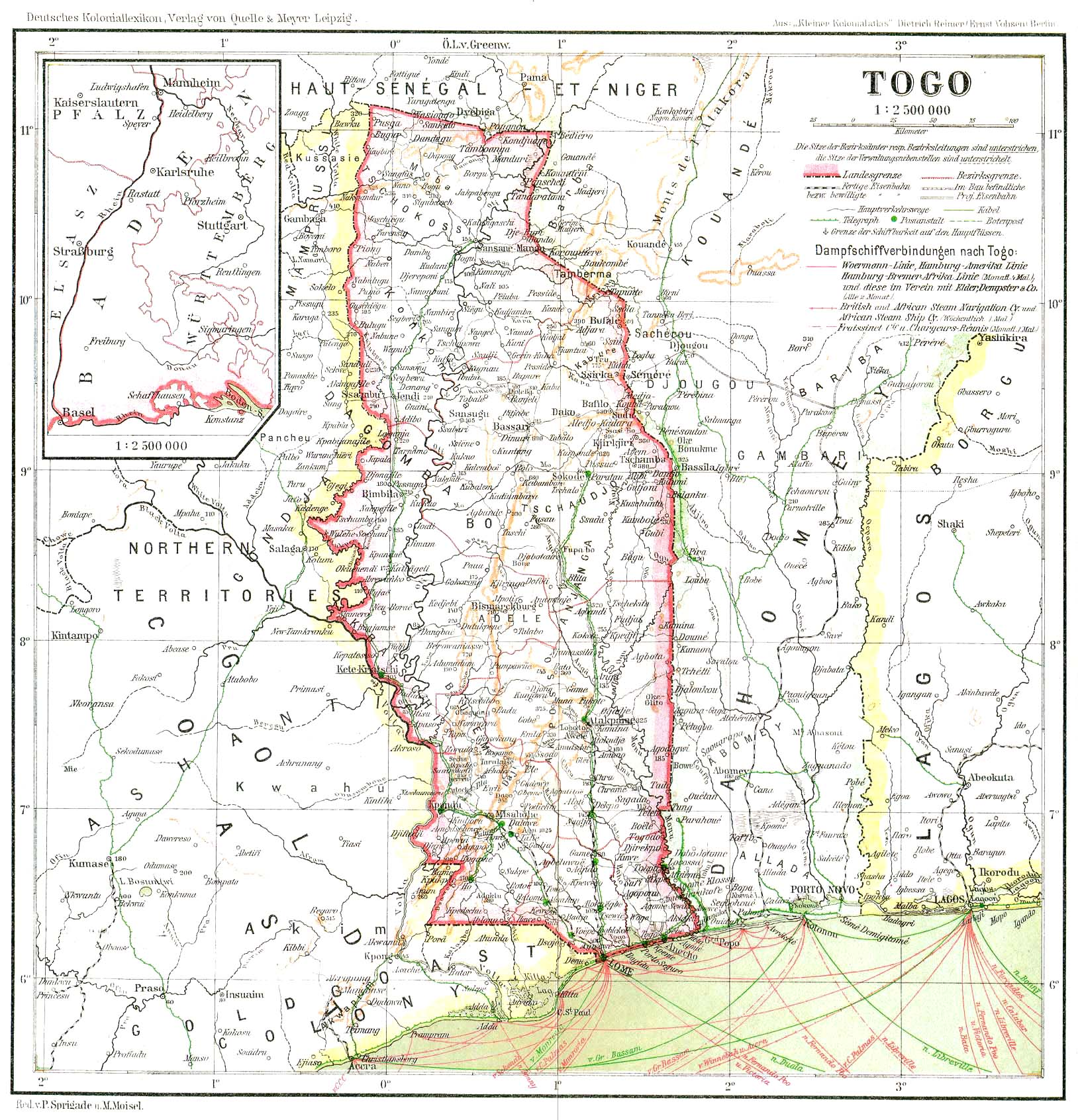
Togo um 1915

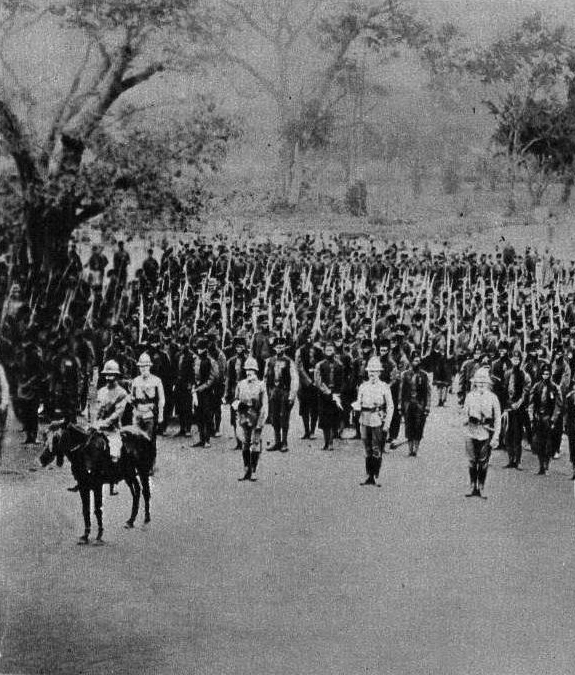
Britische Besatzungstruppen in Togo (Oktober 1914)

### Deutsches Schutzgebiet Togo
Am 5. Juli 1884 wurden einzelne Orte im heutigen Togo (oder Bageida) durch einen Vertrag zwischen einem Vertreter des Königs Mlapa III. und dem deutschen Generalkonsul für Westafrika, Gustav Nachtigal, zum deutschen „Schutzgebiet“ erklärt. Am 5. September 1884 folgte ein „Schutzvertrag“ zwischen dem zum Konsul in Lomé ernannten Kaufmann Randad und dem lokalen König von Porto Seguro. In einem Protokoll vom 24. Dezember 1885 erkannte Frankreich die deutsche Herrschaft über Anecho an.
Die Abgrenzung zu den benachbarten Kolonien erfolgte durch das deutsch-französische Abkommen vom 23. Juli 1897 und die Vereinbarung über die Abgrenzung zwischen Togo und den französischen Besitzungen in Dahomé (jetzt Benin) und dem Französischen Sudan vom 28. September 1912 bzw. das deutsch-britische Abkommen vom 1. Juli 1890 und 14. November 1899. 1914 umfasste die Kolonie eine Fläche von 87.200 km².
1885 wurde Ernst Falkenthal zum ersten Kaiserlichen Kommissar mit Sitz in Bagida ernannt. Unter seiner Ägide erfolgte am 30. November 1885 die Gründung einer Polizeitruppe. 1889 wurde er durch Jesko von Puttkamer abgelöst.
1886 wurde die deutsche Herrschaft auf die Landschaften Towe, Kewe, Agotime und Agome-Palime, 1887 auf Liati ausgedehnt. Ab 1888 erfolgten mehrere Expeditionen in das entferntere Hinterland zur Manifestation der deutschen Oberhoheit und zum Abschluss weiterer Verträge mit der eingesessenen Bevölkerung, u. a. durch Hauptmann Curt von François (1888), Stabsarzt Ludwig Wolf (1889), Hans Gruner und Oberleutnant Ernst von Carnap-Quernheimb (1894).
Binnenlandstationen entstanden in Bismarckburg (1888), Misahöhe (1890), Kete Krachi (1894) und Sansanné-Mango (1896).
Am 18. Juli 1905 wurde die Bahnstrecke Lomé–Aného als erste Eisenbahnlinie Togos eröffnet.
1914 bestanden in Togo acht Verwaltungsbezirke: Lomé-Stadt, Lomé-Land, Anecho, Misahöhe, Atakpamé, Kete Krachi, Sokodé und Sansane-Mangu.

### Völkerbundmandat und UN-Treuhandgebiet

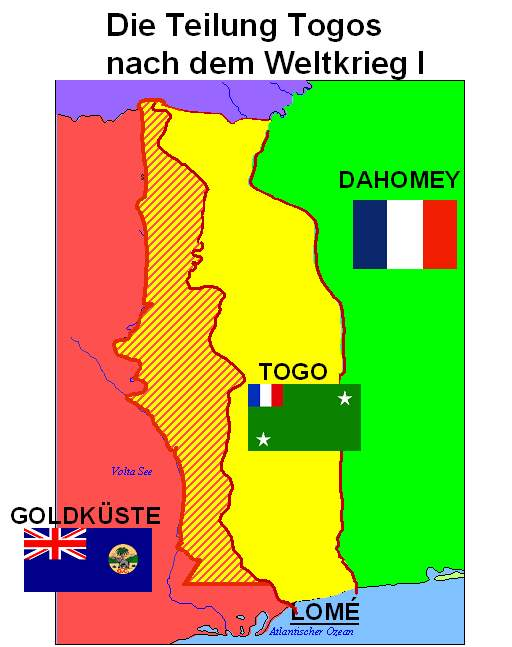
Der Westteil Togos kam 1919 faktisch zur britischen Kolonie Goldküste

Schon kurz nach dem Ausbruch des Ersten Weltkrieges wurde Togo von Großbritannien und Frankreich besetzt. Die deutsche Polizeitruppe kapitulierte am 27. August 1914.
Nach dem Ersten Weltkrieg wurde der Ostteil der Kolonie, der etwa zwei Drittel des Gebietes ausmachte, mit der gesamten Küste an Frankreich (Französisch-Togo), der Westteil an Großbritannien (Britisch-Togoland) als Völkerbundsmandat übergeben, faktisch aber von der Goldküste aus verwaltet. Nach dem Zweiten Weltkrieg wurde daraus ein UN-Treuhandgebiet.
1957 wurde Britisch-Togoland nach einer Volksabstimmung gemeinsam mit der damaligen britischen Kolonie Goldküste als Teil des neuen Staates Ghana unabhängig.
Der französische Teil erhielt 1955 von Frankreich Autonomie. Das Frauenwahlrecht wurde 1956 eingeführt.

## Unabhängigkeit und Diktatur der Eyademas

Flagge der „Autonomen Republik Togo 1957/58“

Im Jahr 1960 (Afrikanisches Jahr) erhielten zahlreiche Kolonien in Afrika die volle staatliche Unabhängigkeit. Togo erhielt sie am 27. April 1960. Sylvanus Olympio wurde erstes Staatsoberhaupt. Er überlebte drei Attentatsversuche (im Mai und Dezember 1961 und im Januar 1962) und wurde am 13. Januar 1963 beim Putsch einer Söldnergruppe unter Führung von Emmanuel Bodjollé ermordet. 
Sein Mörder Gnassingbé Eyadéma putschte am 13. Januar 1967 erneut und ernannte sich am 14. April 1967 zum Präsidenten der Republik Togo.
Eyadéma war Afrikas am längsten regierender Staatschef. Hinter der Fassade von freien Mehrparteien-Wahlen, die zu Beginn der 1990er Jahre eingerichtet wurden, blieb die Regierung stets unter starker Kontrolle von Eyadéma. Seine Partei Rassemblement du peuple togolais (RPT) hat ihre Macht seit 1967 fast durchgehend halten können. Ein guter Freund von Eyadéma war Franz Josef Strauß; die beiden gründeten die Bayerisch-Togoische Gesellschaft. Nach einem Flugzeugabsturz, den Eyadéma 1974 als Einziger überlebte, glorifizierte Eyadéma sich und behauptete, der Absturz wäre ein Attentat der „Internationalen Hochfinanz“ gewesen. Togo erlebte einen (dem kontinentalen Trend entsprechenden) nationalistischen Ruck. Wirtschaftlich bedeutete dieser eine Verstaatlichung des wirtschaftlich bedeutenden Phosphatabbaus, kulturell eine Besinnung auf afrikanische Namen. So gab Eyadéma seinen Vornamen Etienne auf und nannte sich Gnassingbé; aus Stadtnamen wie Palimé, Bassari oder Anécho wurden Kpalimé, Bassar und Aného.

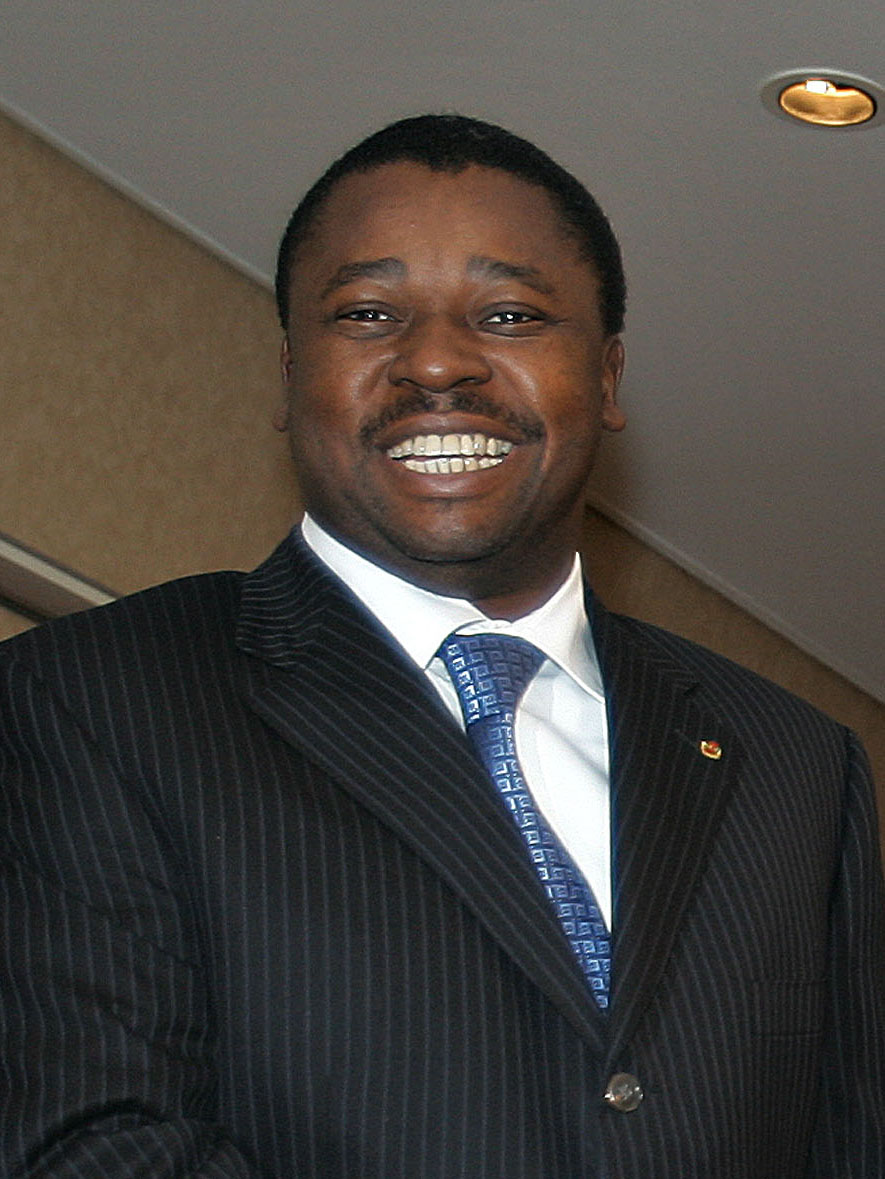
Faure Gnassingbé, 2006

Ab 1990 wuchsen die Unruhen in der togoischen Bevölkerung und es kam zu gewaltsamen Protesten. Auch unter dem Druck des – angesichts offensichtlicher Menschenrechtsverletzungen und dem Fund von 28 Leichen in einer Bucht bei Lomé schockierten – Auslands musste Eyadéma der Einberufung einer Nationalkonferenz zustimmen, die mit 1000 Delegierten unter der Leitung des Bischofs von Attakpamé, Philippe Kpodzro, zusammentrat und am 13. Juli 1991 ihre Souveränität erklärte. Die Übergangsregierung unter Joseph Kokou Koffigoh scheiterte, nicht zuletzt dadurch, dass Koffigoh den eingeschlagenen Kurs nicht konsequent verfolgte und bereits nach kurzer Zeit mit Eyadéma über die Aufnahme alter Regierungsmitglieder der verbotenen RPT in die neu zu bildende Regierung verhandelte und Eyadéma in zahlreichen Übergriffen auf Oppositionspolitiker das Militär als Druckmittel verwendete.
Nach dem Tod von Gnassingbé Eyadéma am 5. Februar 2005 ernannte die Armee des Landes seinen Sohn Faure Gnassingbé zum neuen Präsidenten. Am 25. Februar trat dieser unter internationalem Druck wieder zurück. Das Amt wurde vom Parlamentspräsidenten übernommen. In der äußerst umstrittenen Wahl vom 24. April 2005 wurde Faure Gnassingbé zum Präsidenten gewählt. Unruhen mit über 500 Toten waren die Folge. Zehntausende Menschen flüchteten aus Togo.
Togo geriet wegen Menschenrechtsverletzungen unter den Druck vieler internationaler Organisationen, was dazu führte, dass viele bilaterale und multilaterale Entwicklungshilfeprojekte eingefroren wurden und erst langsam wieder gewährt werden.
Das Parlament beschloss am 23. Juni 2009 einstimmig, die Todesstrafe abzuschaffen; bestehende Urteile wurden in lebenslange Haftstrafen umgewandelt. Damit war Togo das weltweit 94. Land, das die Todesstrafe für alle Verbrechen aus den Gesetzen strich.
Bei der Präsidentschaftswahl in Togo 2010 und der Präsidentschaftswahl in Togo 2015 wurde Präsident Gnassingbé mit 60,9 % bzw. 58,75 % der Stimmen wiedergewählt.
Mitte August 2017 protestierten hunderttausende Togolesen in allen größeren Städten des Landes gegen die Herrschaft des Präsidenten Faure Gnassingbé. In der Hauptstadt Lomé gingen seither trotz Demonstrationsverbot Tausende fast wöchentlich auf die Straße, um zu protestieren. Die Polizei ging dagegen regelmäßig mit Tränengas vor, aber auch scharfe Munition wurde verwendet. Bisher (Stand 4. November 2017) sind bei den Konflikten 15 Menschen umgekommen, Hunderte wurden verletzt und eine unbekannte Anzahl verhaftet. Amnesty International kritisierte, dass seit den Protesten zahlreiche Grundrechte außer Kraft gesetzt wurden. Die Opposition verlangte den Rücktritt des Präsidenten, oder zumindest, dass er verspricht, bei den kommenden Wahlen 2020 nicht wieder anzutreten. Bei der Präsidentschaftswahl in Togo 2020 wurde Amtsinhaber Faure Gnassingbé wiedergewählt.